# Заводська селищна адміністрація
Заводська́ селищна адміністрація (каз. Зауыт кенттік әкімдігі, рос. Заводская поселковая администрация) — адміністративна одиниця у складі Степногорської міської адміністрації Акмолинської області Казахстану. Адміністративний центр та єдиний населений пункт — селище Заводський.
Населення — 3631 особа (2021; 3504 у 2009, 3991 у 1999, 6700 у 1989).
Станом на 1989 рік існувала Заводська селищна рада (смт Заводський).